# Dräger-Stiftung
Die Dräger-Stiftung wurde am 5. Juni 1974 als gemeinnützige Stiftung des bürgerlichen Rechts von Heinrich Dräger gegründet und hat ihren Sitz in Lübeck.
Sie verfolgt ausschließlich und unmittelbar wissenschaftliche, gemeinnützige und mildtätige Zwecke. Der Stiftungszweck wurde von Anfang an bewusst breit gefasst, um flexibel dort aktiv werden zu können, wo zivilgesellschaftliches Engagement besonders gefragt ist. Die Dräger-Stiftung engagiert sich in den Bereichen Wissenschaft und Forschung, Bildung, Sport, Kunst und Kultur, Denkmal- und Landschaftspflege sowie Völkerverständigung und Unfallverhütung.
Im Vorstand der Dräger-Stiftung sind Stefan Dräger und Claudia Rohn.

## Stiftungssitz
Der Sitz der Stiftung ist: Drägerwerk AG & Co. KGaA, Moislinger Allee 53–55, D-23558 Lübeck.

## Weblink
- Website der Dräger-Stiftung